# Landkreis Tirschenreuth
Landkreis Tirschenreuth er den nordligste Landkreis i Regierungsbezirk Oberpfalz i den østligste del af den tyske delstat Bayern. Nabolandkreise er mod nord Landkreis Wunsiedel im Fichtelgebirge, mod øst de tjekkiske Verwaltungsbezirke Karlsbad (Karlovarský kraj) og Pilsen (Plzeňský kraj), mod syd Landkreis Neustadt an der Waldnaab og mod vest Landkreis Bayreuth.

## Geografi
Landskabet i Landkreis Tirschenreuth er præget af talrige fiskedamme i dale og sænkninger og af granskove i højderne. Næsten halvdelen af arealet er skovdækket. Mod vest i området rejser højdedragene i Steinwald sig. De er en del af Fichtelgebirge. I sydvest ligger Hessenreuther Wald, og mod øst og sydøst ligger Oberpfälzer Wald.
De højeste punkter i Steinwald er Platte der er 946 m.o.h. og Plößberg på 820 m og i Oberpfälzer Wald er det Entenbühl på 901 m og Steinberg, der er 802 m.o.h.
De største floder er Waldnaab og Fichtelnaab. Derudover er der mange bække, som Wondreb, Muglbach, Seibertsbach, Sauerbach og Kössein.

## Byer og kommuner
Kreisen havde 72504 indbyggere pr. 2018-12-31

| Byer 1. Bärnau (3153) 2. Erbendorf (5085) 3. Kemnath (5508) 4. Mitterteich (6596) 5. Tirschenreuth (8707) 6. Waldershof (4294) 7. Waldsassen (6694) Købstæder (markt) 1. Falkenberg (947) 2. Fuchsmühl (1560) 3. Konnersreuth (1755) 4. Mähring (1776) 5. Neualbenreuth (1343) 6. Plößberg (3250) 7. Wiesau (4029) Kommuner 1. Brand (1132) 2. Ebnath (1266) 3. Friedenfels (1241) 4. Immenreuth (1903) 5. Kastl (1399) 6. Krummennaab (1464) 7. Kulmain (2278) 8. Leonberg (1019) 9. Neusorg (1926) 10. Pechbrunn (1350) 11. Pullenreuth (1692) 12. Reuth b.Erbendorf (1137) Kommunefri områder (i alt 21,74 km²) 1. Ahornberger Forst (4,28 km²) 2. Flötz (3,47 km²) 3. Hessenreuter Forst (8,81 km²) (indtil april 2002) 4. Lenauer Forst (5,18 km²) Verwaltungsgemeinschafte 1. Kemnath (Byen Kemnath og kommunen Kastl) 2. Krummennaab (Kommunerne Krummennaab og Reuth b.Erbendorf) 3. Mitterteich (Byen Mitterteich og kommunerne Leonberg og Pechbrunn) 4. Neusorg (Kommunerne Brand, Ebnath, Neusorg og Pullenreuth) 5. Wiesau (Købstaden Falkenberg og Markt Wiesau) |